# Marius Théodule FRANCISCO, homme politique et dirigeant sportif béninois
1. REDIRECTION Marius Francisco